# Добролюбов, Пётр Владимирович
Добролюбов Пётр Владимирович (род. 23 октября 1956, Москва) — советский и российский скульптор, медальер, педагог.

## Биография
Пётр Добролюбов родился 23 октября 1956 года в Москве в семье скульптора Александры Владимировны Кузнецовой (1918—2003) и живописца Владимира Петровича Добролюбова (1920—1975). Жил с семьёй в Городке художников на Верхней Масловке. Параллельно с обычной посещал художественную школу.
В 1974 году поступил в МВХПУ им. С. Г. Строганова на факультет промышленного искусства (дизайна). Учился скульптуре у Г. А. Шульца и Р. Р. Иодко. В 1979 году окончил институт. В том же году стал одним из организаторов Московского клуба молодых медальеров. В 1980 году вступил в Союз художников СССР.
В 1980-х годах выполнил ряд совместных работ с К. А. Протопоповым. В 1990—2000-х годах работал в организации «Обелиск-Центр» при Министерстве культуры РФ, занимавшейся установкой памятников российским воинам за рубежом. В 2008 году был администратором проекта «АРТ-ТУР. Шедевры на улицах Москвы», когда на стенах домов вывешивались репродукции картин великих живописцев. С 2015 года преподавал в Московской художественно-промышленной академии имени С. Г. Строганова на кафедре художественного металла.
Женат, есть дочь.

## Творчество
Работая в группе с Вячеславом Пугановым (1955—1992), создавал композиции из плакетт и медалей, стилизованных под классицизм и древнерусский рельеф. По словам искусствоведа Ирины Балдано, артистичность Петра Добролюбова дополняла общественный темперамент и волю Вячеслава Пуганова.
Как медальер, Пётр Добролюбов активно работал в пейзажном жанре. Создал серию медальерных пейзажей с видами Абрамцева, Овстуга и Переславля-Залесского. Пластическое решение этой серии работ скульптор А. В. Балашов характеризовал как «архитектурная пластика малых форм» и «объёмная памятная медаль». Работая в портретном жанре, Добролюбов изображал героев произведений в парадных одеждах с гордой осанкой. Портреты богато украшались массивными рамами с гербами, виньетками и предметами, характеризующими деятельность изображённых персон. По утверждению искусствоведа А. С. Шкурко, медали Добролюбова тяготеют к декоративности, а также отдают «дань уважения законам традиционного понимания медали, её неповторимой пластической ценности, художественного слияния шрифта с рельефом». Существенная часть работ Петра Добролюбова связана с русской исторической тематикой.
Пётр Добролюбов является участником многочисленных выставок. В 1988 году участвовал в 4-м Республиканском медальерном симпозиуме к 275-летию К. Донелайтиса в литовском городе Тельшяй. В 1990 году в Нью-Йорке в помещении Синода РПЦЗ состоялась совместная выставка Пётра Добролюбова и живописца Михаила Яковлева «Russian Easter in New York». Также принимал участие в Первой выставке московской медали (1990, Москва), выставках МОСХ «Скульпторы Москвы» (2007, Москва), «50 лет МОСХ России» (2008, Москва), II Всероссийской художественной выставке «Скульптура малых форм. Графика» (2021, Владимир). Авторские произведения находятся в собрании музеев и зарубежных коллекциях.
Был заместителем председателя правления РОО «Художники Масловки», член правления ДСК «Советский художник». Член Союза художников России.

## Работы
- Бюсты Н. И. Пирогова и Н. А. Добролюбова для МОПИ им. Н. К. Крупской (1983)
- «Памятник погибшим воинам» г. Судиславль.
- Воссоздание иконостаса храма Петра и Павла г. Мценск.
- Медаль «Переславль-Залеский» (1984, бронза)[25].
- Серия из пяти декоративных рельефов (медалей), посвящённых Ф. И. Тютчеву (1986, фаянс)[3]
- Серия декоративных медалей, посвящённых Абрамцеву (1986, бронза, ГМИИ им. Пушкина)[25][3]
- Медаль «Битва за Малый Ярославец» (1986, фарфор)[25]
- Многофигурные барельефы «Сражение при Малоярославце 1812 года» для фасада Малоярославецкого военно-исторического музея 1812 года (1986; шамот; в соавторстве с А. В. Кузнецовой и К. А. Протопоповым)[3][2]
- Мемориальные медали в честь 175-летия Бородинского сражения (1987)[19].
- Скульптурная композиция «Прикосновение к минувшему» (1988, шамот)[3]
- Скульптурные барельефы и интерьеры музея «Тарутинское сражение» МК РСФСР.
- Композиция «Донелайтис» (1988, бронза), выполненная на 4-м Республиканском медальерном симпозиуме к 275-летию К. Донелайтиса в городе Тельшяй[7].
- Государственный музей изобразительных искусств им А. С. Пушкина приобретает в собрание серию авторских произведений «История Русского флота».
- Мемориальная доска М. Ф. Бирилёвой, дочери Ф. И. Тютчева в усадьбе Овстуг (1989, бронза). На мемориальной доске М. Ф. Бирилёва изображена молодой обаятельной женщиной. Обрамление портрета имеет сложную форму и выполнено в духе русской пластики XIX века[4].
- Серия из 22 «осязаемых» барельефов «История Письменности народов мира» для читального зала Российской государственной библиотеки для слепых (совместно с К. А. Протопоповым)[26][3]
- Иконостас для часовни «Памяти погибших казаков при Льенце» на Свято-Владимирском кладбище в Нью-Джерси, США (1991, темпера; в соавторстве с К. А. Протопоповым)[3]. Выполнены иконы Покрова Богородицы , святителя Николая, Усекновения главы Иоанна Предтечи, святого Георгия и цесаревича Алексия[2].
- Барельеф «Храм Христа Спасителя» (фаянс)[3]
- Памятник «Погибшим Русским морякам при Наваринском сражении» МК РФ (c Благословения Патриарха Алексия II), г. Пилос, Греция (1995)[27]. Монумент представляет собой вертикальную мраморную плиту высотой 1,5 м с дюралевыми пластинами по бокам. На одной из них — надпись «Русским морякам — героям Наваринского сражения», на другой — андреевский флаг. Наверху обелиска расположена чеканка-гравюра с изображением Наваринского сражения[10].
- Памятник «Погибшим в Зимней войне» у населённого пункта Саунаярви, муниципалитет Кухмо, Финляндия[9] (1997, мрамор, гранит)[28]. В 1995 году на месте памятника на берегу озера Саунаярви был установлен закладной камень[9]. Через 2 года был сооружён памятник. Он представляет собой стилизованную часовню с большим каменным распятием внутри[29][3].
- Мемориальная доска «300 лет Русскому флоту» установлена в Хельсинки, Финляндия.

## Награды и звания
- Благодарность Минкультуры России[14]
- «Ветеран труда»[14]